# Marc Sarreau
Marc Sarreau (* 10. Juni 1993 in Vierzon) ist ein ehemaliger französischer Radrennfahrer.

## Sportliche Laufbahn
Marc Sarreau gewann 2010 bei den Junioren-Europameisterschaften die Bronzemedaille in der Mannschaftsverfolgung. Im Jahr darauf gewann er erneut Bronze in der Mannschaftsverfolgung und Silber im Scratch bei den Junioren-Europameisterschaften. Außerdem wurde er französischer Juniorenmeister im Madison mit Julien Preau. Auf der Straße fuhr er 2014 als Stagiaire für FDJ.fr, wo er ab dem folgenden Jahr als Profi fuhr. Seinen ersten Sieg errang er bei einer Etappe der Tour du Poitou-Charentes. Beim Giro d’Italia 2016 startete er bei seiner ersten Grand Tour, die er jedoch nicht beenden konnte. 2018 gewann Sarreau mit La Roue Tourangelle sein erstes internationales Eintagesrennen sowie vier Etappen bei verschiedenen Rundfahrten. In der Saison 2019 konnte er fünf weitere Siege seinem Palmarès hinzufügen, alle bei Rennen der UCI Europe Tour in Frankreich.
Zur Saison 2021 wechselte Sarreau zum französischen AG2R Citroën Team. Nach zwei Jahren ohne Sieg gewann er Anfang der Saison 2022 zum zweiten Mal den Grand Prix Cholet-Pays de la Loire. Am Ende des Jahres feierte er drei Etappensiege bei der Tour du Poitou-Charentes, bei der er auch die Punktewertung für sich entschied. Ein Jahr später gewann er einen weiteren Abschnitt der französischen Rundfahrt.
Im Jahr 2024 wechselte Marc Sarreau zur Groupama-FDJ-Mannschaft, bei der mit Saisonende seine Karriere im Alter von 31 Jahren beendete.

## Erfolge

### Straße
2015
- eine Etappe Tour du Poitou-Charentes

2016
- Mannschaftszeitfahren La Méditerranéenne

2017
- eine Etappe Tour du Poitou-Charentes

2018
- zwei Etappen und Punktewertung Étoile de Bessèges
- La Roue Tourangelle
- eine Etappe und Punktewertung Circuit Cycliste Sarthe
- eine Etappe Vier Tage von Dünkirchen

2019
- eine Etappe Étoile de Bessèges
- Grand Prix Cholet-Pays de la Loire
- Route Adélie
- Punktewertung Polen-Rundfahrt
- Tour de Vendée
- Paris–Bourges

2022
- Grand Prix Cholet-Pays de la Loire
- drei Etappen und Punktewertung Tour Poitou-Charentes en Nouvelle-Aquitaine

2023
- eine Etappe Tour Poitou-Charentes en Nouvelle-Aquitaine

### Bahn
2010
- Junioren-Europameisterschaft – Mannschaftsverfolgung mit Bryan Coquard, Alexis Gougeard und Romain Le Roux

2011
- Französischer Meister – Madison (Junioren) mit Julien Preau
- Junioren-Europameisterschaft – Scratch
- Junioren-Europameisterschaft – Mannschaftsverfolgung mit Thomas Boudat, Marc Fournier, Kévin Lesellier und Maxime Piveteau

## Grand-Tour-Platzierungen
| Grand Tour            | 2016 | 2017 | 2018 | 2019 | 2020 | 2021 | 2022 | 2023 | 2024 |
| --------------------- | ---- | ---- | ---- | ---- | ---- | ---- | ---- | ---- | ---- |
| Giro d’ItaliaGiro     | DNF  | –    | –    | –    | –    | –    | –    | –    | –    |
| Tour de FranceTour    | –    | –    | –    | –    | –    | –    | –    | –    | –    |
| Vuelta a EspañaVuelta | –    | –    | 131  | 139  | –    | –    | –    | –    | –    |